# Perilitus regius
Perilitus regius är en stekelart som beskrevs av Haeselbarth 1999. Perilitus regius ingår i släktet Perilitus och familjen bracksteklar. Inga underarter finns listade i Catalogue of Life.